# Lona Andre
Lona Andre, vlastním jménem Launa Andersonová (2. března 1915 Nashville – 18. září 1992 Los Angeles) byla americká herečka.
V roce 1932 uspěla v soutěži krásy Panther Woman Contest a získala kontrakt u společnosti Paramount Pictures jako jedna z WAMPAS Baby Stars. Hrála ve více než čtyřiceti filmech, mezi jejími partnery byli Laurel a Hardy, Buster Keaton, Sidney Foxová nebo Buck Jones.
Byla zasnoubena s hercem Jamesem Dunnem, sňatek na poslední chvíli zrušila. Poté byla třikrát vdaná. Byla amatérskou golfistkou a v roce 1938 vytvořila ženský světový rekord, když zahrála 156 jamek za 11 hodin a 56 minut. Hereckou kariéru ukončila koncem čtyřicátých let a stala se v Hollywoodu úspěšnou obchodnicí s nemovitostmi.